# Euneomys petersoni
Euneomys petersoni är en däggdjursart som beskrevs av J. A. Allen 1903. Euneomys petersoni ingår i släktet Euneomys och familjen hamsterartade gnagare. IUCN kategoriserar arten globalt som livskraftig. Inga underarter finns listade i Catalogue of Life.
Denna gnagare förekommer i västra och södra Argentina samt i angränsande regioner av Chile. Habitatet utgörs av den patagoniska stäppen och av bergstrakter.
Jämförd med Euneomys chinchilloides är arten mindre. Den långa och nästan ulliga pälsen har på ryggens topp en mörk gråbrun färg med några inblandade svarta och orangebruna hår som är synliga som små linjer. Fram mot kroppens sidor blir pälsen ljusare gråbrun och antalet orangebruna hår ökar. På undersidan förekommer vit päls. De gråbruna öronen är täckta av fina hår. Typiskt är en ljusgrå till vit fläck på varje sida om näsan fram till kinderna. Denna fläck kan ha inslag av gul. Svansen är uppdelad i en mörkbrun ovansida och en vitaktig undersida samt bra täckt med hår. Tolv exemplar var 10,8 till 13,0 cm långa (huvud och bål), hade en 5,0 till 6,8 cm lång svans, 2,6 till 2,8 cm långa bakfötter och 1,9 till 2,3 cm stora öron.
Euneomys petersoni är nattaktiv och den äter främst växtdelar som ibland kompletteras med insekter. Parningen sker troligen under sommaren. Honor med aktiva spenar och ungdjur registrerades under februari (sensommar på södra jordklotet). Arten jagas bland annat av tornugglan och prärieugglan.